# 페이유에
페이유에(飞跃, Feiyue)는 중국 상하이에서 처음 설립되어, 지금은 중국의 DaFu Rubber Company가 소유하고 있는 신발 브랜드이다. 중국 외 국가에서는 DaFu Rubber의 해외 지사인 프랑스의 Feiyue Shoes를 미국의 BBC International가 인수하여, BBC International가 해외 판매 역할을 담당하고 있다.
이름의 유래는 중국어로 "뛰다" 또는 "날아가다"를 의미한다. 설립 당시, 대약진 운동의 공명에 영향을 받기도 했다.
1920년부터 처음으로 생산을 시작하였으며, 2006년부터 글로벌 소유권은 DaFu Rubber의 해외 자회사인 프랑스의 Feiyue Shoes에게 넘어갔다.
중국에서는 2008년 베이징 올림픽 개막식당시, 많은 공연자들이 착용한 것이 노출되어, 중국 내에서 일반인들이 가장 많이 신고 있음을 짐작하게 된다. 오리지널 버전은 가볍고 얇은 밑창과 유연성으로 인해 파쿠르 수련자들 사이에서 전 세계적으로 인기가 많아졌다. 특히, 미국에서는 배우 올랜도 블룸이 이 브랜드 신발을 신고 다니는 모습이 포착된 적이 있어 한 때 주목을 받기도 했다.
중국 공장에는 3,000명의 직원으로 구성되어, 하루에 36,000켤레를 생산하고, 중국에서는 연간 평균 500만 켤레가 판매되는 것으로 알려졌다.
유럽에서는 Matthew Derwent Wapples사와의 갈등으로 10년동안 진출이 막혔다가, 2019년에는 Tenements Clothing 보관됨 2022-04-02 - 웨이백 머신사와의 타계약을 맺음으로서 재친출하는데 성공했다.

## 역사

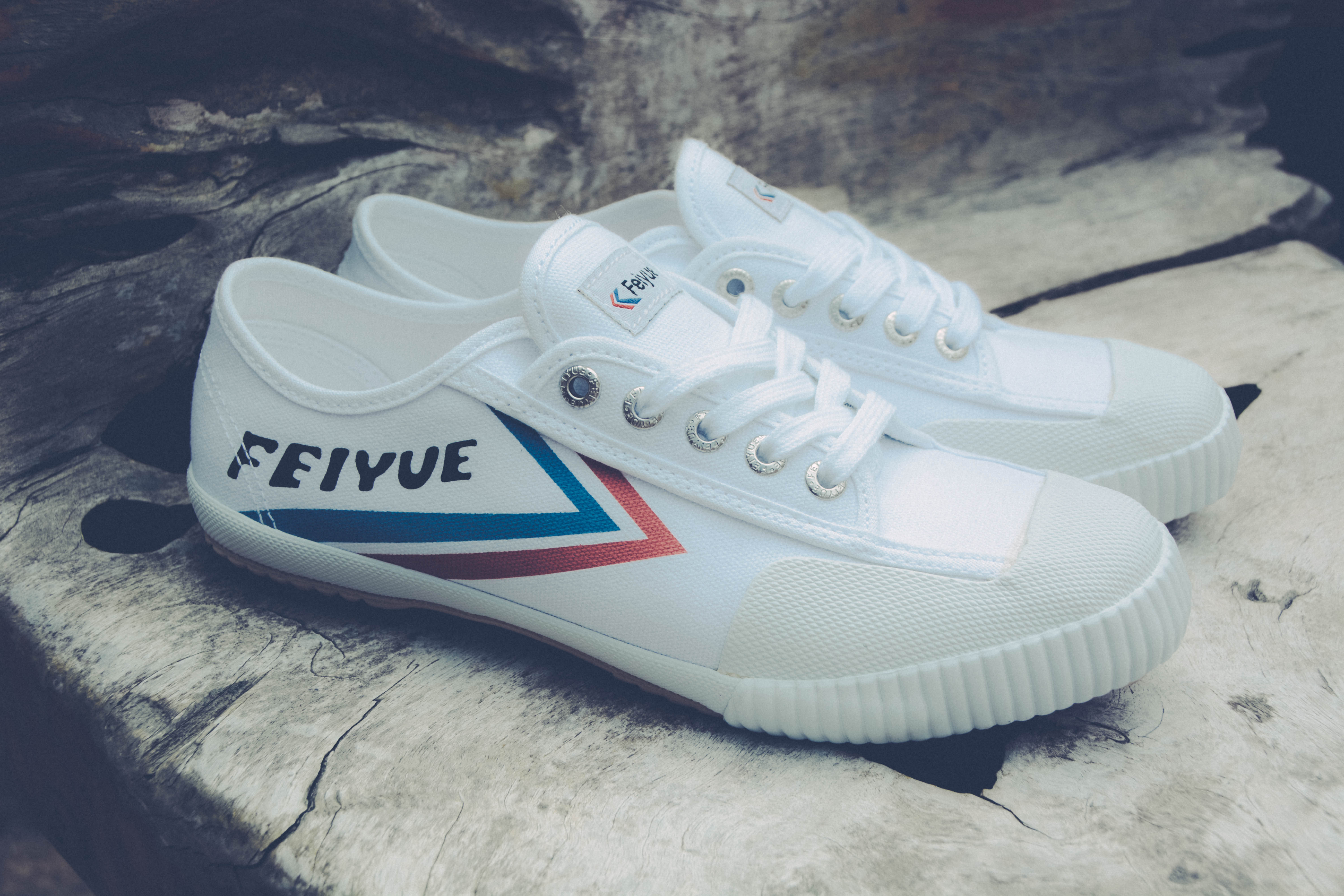
페이유에 상품

페이유에의 시초는 1920년대에 상하이에 한 공장을 설립하면서 시작되었다. 당시 상하이의 소림 승려들은 무술과 다양한 형태의 운동을 하면서 그 만큼 안정적으로 신고다니기 편안 신발이 필요했는데, 이를 위해서 승려들이 사용한 천을 가져와 기존의 신발에 결합하여 개조해 만들면서 승려들에게 보급하였고, 이를 계기로 천으로 만든 신발을 생산하고 이를 판매하는 공장으로 이어진다. 그러다가 1930년대에 본격적으로 인기를 끌기 시작되었는데, 중국의 거의 모든 무술 수련자들과 운동선수들, 심지어 상하이 이 외에 수많은 소림 승려들과 쿵푸 고수들에 의해 사용될 정도이다. 1958년에 공장은 다푸 고무 회사(大孚橡胶厂)라는 이름으로 법인화가 되었고, 페이유에 이름 또한 당시에 처음 등장하며 신발 이름에 내걸고, 이것이 페이유에의 첫 시작이다.
1963년에 페이유에는 1,616,000켤레의 신발을 중국 육상 선수들에게 보급하였는데, 이 이후로는 중국에서 수십 년 동안 꾸준히 가장 많이 팔린 신발 브랜드로 성장하며, 생산량는 한해만 해도 수십만 켤레에 달할 정도이다. 또한, 외국인들 사이에는 외국 무술 동아리들과 학교들이 학생들을 위한 표준 신발로 수입하여 해외 유명 수출품으로 성장한다. 그러나 1978년부터 중국의 경제 개혁 정책의 영향으로 타 외국 브랜드의 진출로 인해 자사 운동화의 인지도가 하락하며 생산량이 낮아지기 시작하였고, 그래도 아직까지는 유명 운동 선수들의 보급은 무난해서 육상화는 실내 축구 코치 쉬겐바오(徐根宝)와 선수 치훙(祁宏)이 신고 대회에 참가할 정도이다.
2005년에 프랑스에 Feiyue International라는 이름으로 법인이 세워졌는데, 법인은 상하이 출신 유명 마케팅 및 이벤트 매니저이자 기업가였던 파트리스 바스티앙을 중심으로 하고, 디자인 팀은 니콜라스 세기와 클레멘스 포 등 프랑스 유명 디자이너 및 예술가를 채용하여 법인을 구성시켜 설립하였다. 기존의 중국에서의 페이유에의 이미지와 외관이 아닌, 서구 소비자들의 눈높이에 맞추며, 그 결과로 2006년 2월에 페이유 슈즈 컬렉션을 해외에 처음 선보이게 된다.
2009년에 다푸 고무 회사는 중국의 페이유에 권리를 재편성을 하였는데, 페이유에 지분 일부를 솽첸 그룹에게 매각하였고, 생산 권한도 탑원(大博文)에게 일부를 넘겼다.
2014년 8월에 셀린느, 앙드레, 카시오, 본통, NSBQ 등과의 콜라보레이션에서 큰 성공을 거두었고, 2014년에 미국의 BBC International는 프랑스의 Feiyue International를 인수하였다.
이후, BBC International는 페이유에의 제품 라인업을 확대시켜, 패션 포워드 스타일링, 업데이트된 실루엣, 가죽과 스킨과 같은 프리미엄 소재를 특징으로 하는 광범위한 새로운 컬렉션을 개발해 나갔고, 2015년에 남성, 여성, 아동 컬렉션을 전 세계에 공개하였고, 피너츠와의 협업하여 콜라보 한정판 컬렉션을 내놓기도 했다.

## 지적재산권 논란
페이유에는 2017년에 미국의 BBC International와 중국의 다푸 고무 회사 사이에 페이유에 대한 상표권과 지적 재산권을 둘러싼 분쟁이 터지기 시작했다.
류칭룽 다푸 고무 회사 매니저는 "당시 중국 내 어느 누구도 상품 지적재산권에 대해 몰랐고, 2007~08년이 되어서야 프랑스인이 상표를 등록했다는 사실을 알게 됐다"고 말하며, "중국이 여전히 자본주의와 씨름하고 있고, 모든 공장이 국유 자산이었던 것에서, 일부 권리를 개인 기업에 이양하기 위해 전환하고 있던 시기에 프랑스 회사가 중국인들을 이용했다"고 비판하여 소송을 제기했고, 그러나 정작 파트리스 바스티앙는 이에 반박하여, 오히려 "다푸 고무 회사가 중국 상표권을 자사 소유로 둔갑하여 등록하고, 위조품을 짝어내고 있다"고 주장하며 페이유에는 중국 기업의 소유권이 아니라고 주장하고 있다.
파트리스 바스티앙는 기업가로 알려졌지만 운동화 수집가로도 나름 유명한데, 그는 2005년에 아시아에 거주할 당시에 한 페이유에 신발을 보고 한눈에 반하면서, 대량으로 생산된 이 신발을 대거 구입하여 프랑스에 판매를 하기 위해서 디자이너인 니콜라 세기, 클레멘스 포이트와 함께 자신들이 그동안 수집해온 신발을 전부 팔아서 자금을 얻었고, 덤으로 파는 것에 그치지 않고, 브랜드의 소유권을 얻기 위해서 중국 공장에 직접가서 허락을 맏았다고 주장한다. 하지만 류칭룽은 2007년까지 바스티앙에 대한 존재성을 듣지 못했고, 원래 회사의 허가가 아닌, 하청 업체로 오인한 것이라고 반박하고 나섰다. 그럼에도 바스티앙은 자신이 브랜드를 구입한 공장의 주인이 누구인지 정확히 알지 못했다고 주장하며, 여전히 소유권을 자신이 가지고 있다고 맞서고 있다.
결국, 다푸 고무 회사는 프랑스에서 권리 소송을 아무 소득없이 패소당했고, 미국 페이유에 본사도 상표, 상표명, 트레이드 드레스에 대한 권리를 보유하며, 국제법과 조약에 의한 보호를 주장하고 있고, 현재까지 페이유에 대한 지적재산권 논쟁은 여전하다.